# 位同站
位同站是石家庄地铁3号线的地铁车站，位于中华人民共和国河北省石家庄市裕华区塔北路与谈固南大街交叉口，于2021年4月6日开通。

## 车站结构
位同站位于塔北路与谈固南大街交叉口，沿塔北路设置，呈东西走向，为地下两层岛式站台车站，车站长228.36米，标准段宽19.6米，车站地下一层为站厅层，地下二层为站台层，站台设置全高站台门。
| 地面              | 出入口 | A、B、C、D出入口                                                                                          |
| 地下一层          | 站厅   | 客服中心、自动售票机、验票机                                                                              |
| 地下二层          | 站台   | \| \| \| █ 3号线往西三庄（南王） \| \| 島式 · 開左邊车门 \| \| \| \| \| \| █ 3号线往乐乡（东二环南路） \| |
|                   |        | █ 3号线往西三庄（南王）                                                                                   |
| 島式 · 開左邊车门 |        | |
|                   |        | █ 3号线往乐乡（东二环南路）                                                                               |

## 车站出口
位同站共有4个出入口，各出口及周围设施如下所示：
| 出口编号                             | 照片 | 地点                               | 可到达目的地                                                               |
| ------------------------------------ | ---- | ---------------------------------- | -------------------------------------------------------------------------- |
| 出口 · A · 扶手电梯标志              |      | 塔北路（北侧），谈固南大街（东侧） | 裕华区税务局，中国电建集团河北工程有限公司，中国经济信息社河北经济研究中心 |
| 出口 · B · 扶手电梯标志              |      | 塔北路（南侧），谈固南大街（东侧） | 位同新村                                                                   |
| 出口 · C · 升降机标志 · 扶手电梯标志 |      | 塔北路（南侧），谈固南大街（西侧） | 卓达·书香园                                                                |
| 出口 · D · 扶手电梯标志              |      | 塔北路（北侧），谈固南大街（西侧） | 新天地自然康城，东豪海鲜市场                                               |
| 註： 設有 \| 設有扶手電梯            |      |                                    |                                                                            |

## 接驳交通

### 公交车
- 位同：16路，43路，60路，82路

## 历史
本站工程名与正式站名均为位同站，以车站所处的位同村命名。
- 2021年4月6日，本站随3号线一期东段及二期工程通车开通[1]。
- 2022年8月28日，受新冠疫情影响，车站暂停运营[4]。9月6日，车站恢复运营[5]。